# Église Saint-Pierre de Jumigny
L'église Saint-Pierre est une église située à Jumigny, en France.

## Description

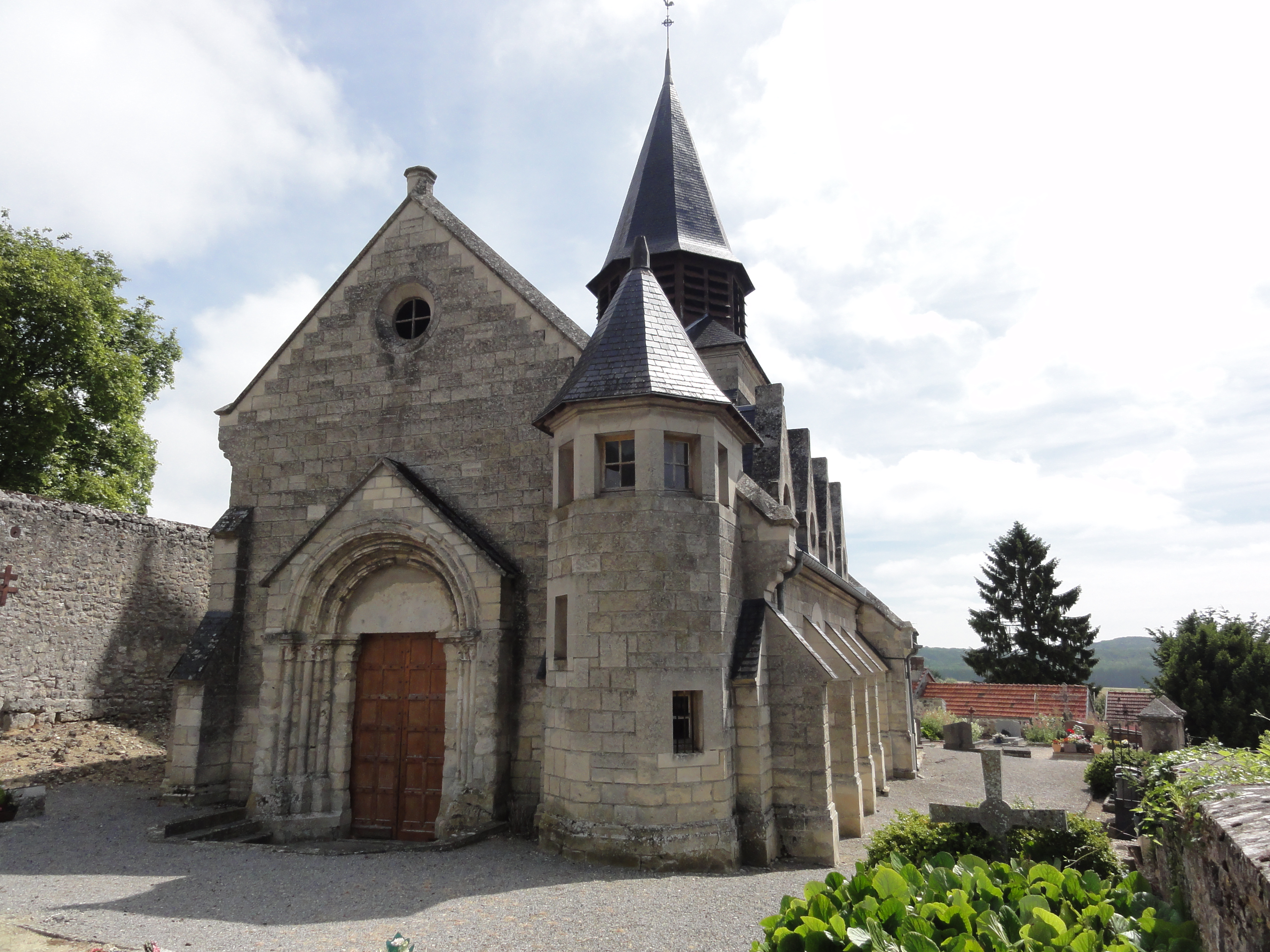
Église, vue d'ensemble
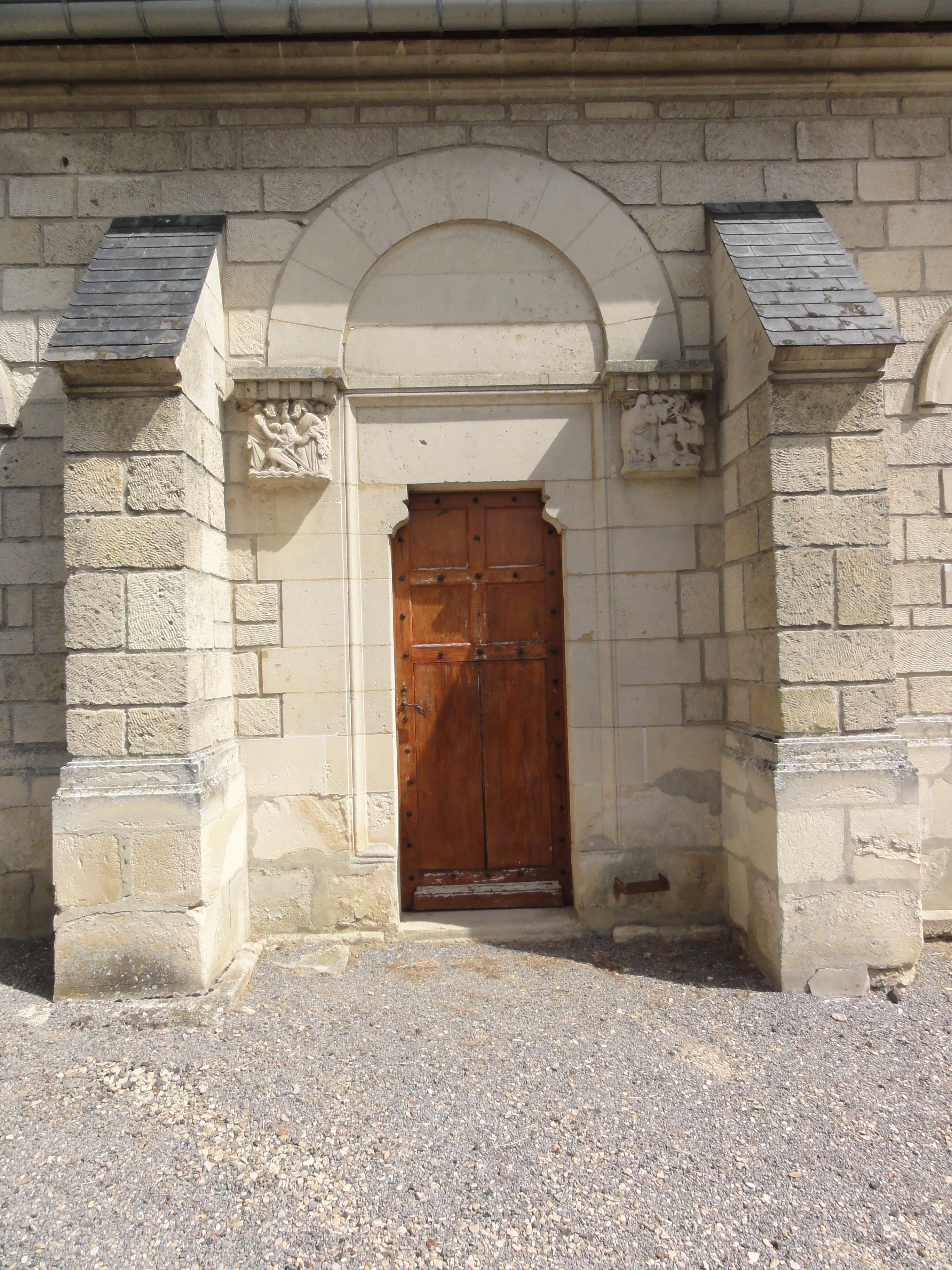
Porte d'entrée
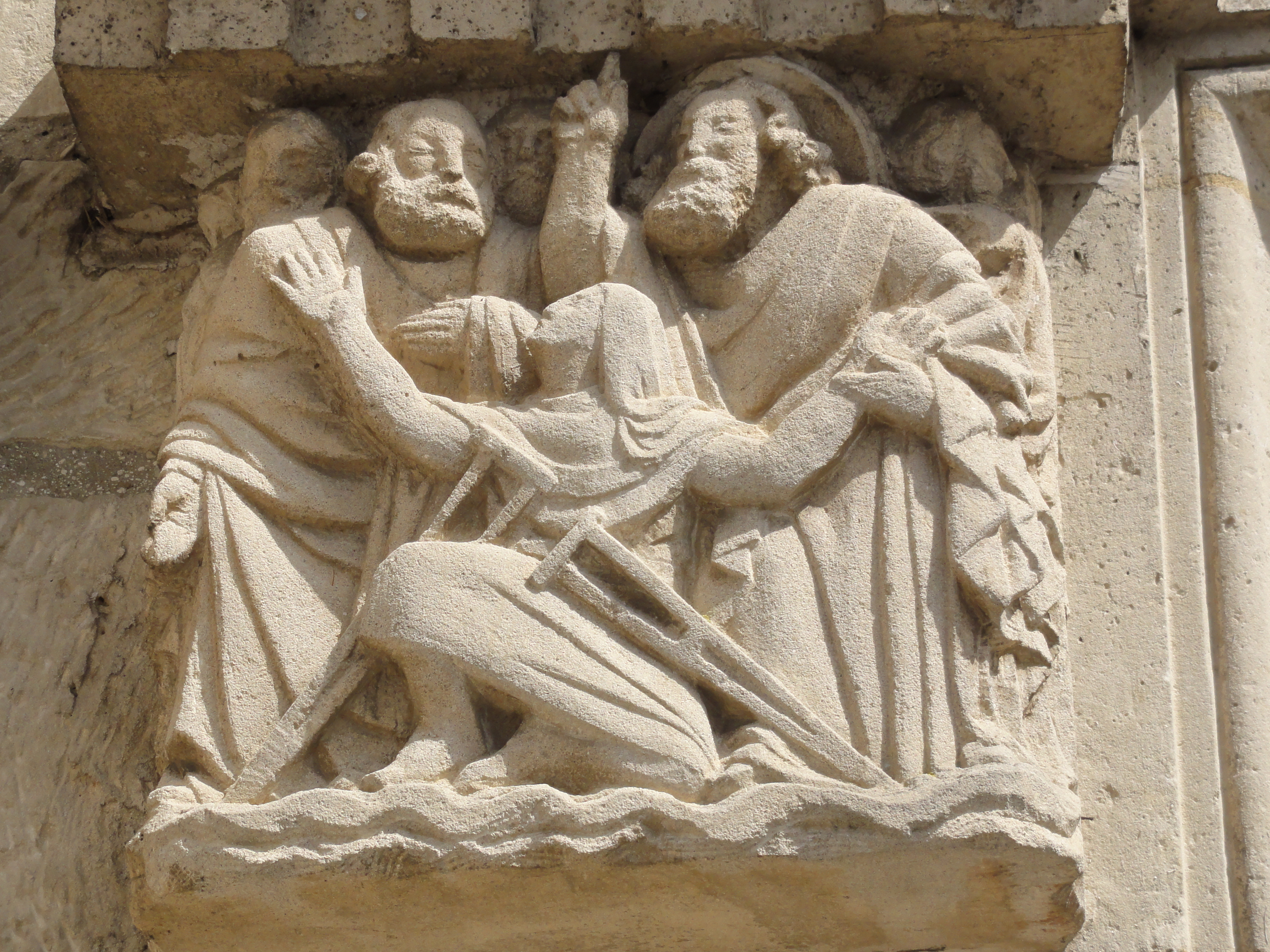
Chapiteau de l'entrée
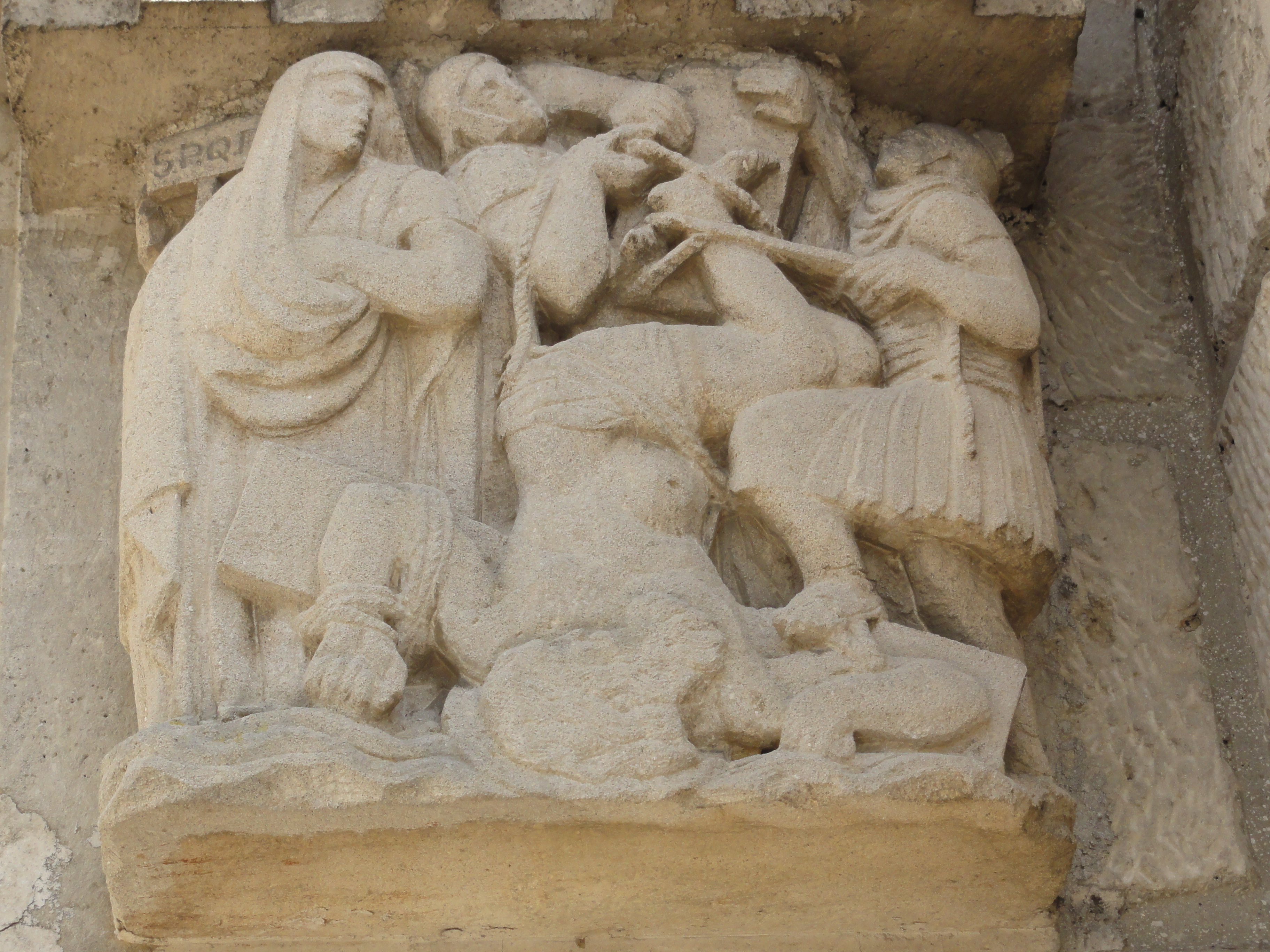
Chapiteau de l'entrée

## Localisation
L'église est située sur la commune de Jumigny, dans le département de l'Aisne.